# Mount Stanley Baldwin
Mount Stanley Baldwin är ett berg i Kanada.   Det ligger i provinsen British Columbia, i den centrala delen av landet, 3 200 km väster om huvudstaden Ottawa. Toppen på Mount Stanley Baldwin är 3 256 meter över havet, eller 512 meter över den omgivande terrängen. Bredden vid basen är 9,0 km. Mount Stanley Baldwin ingår i Cariboo Mountains.
Terrängen runt Mount Stanley Baldwin är huvudsakligen bergig.Trakten runt Mount Stanley Baldwin är nära nog obefolkad, med mindre än två invånare per kvadratkilometer.. Det finns inga samhällen i närheten. 
Trakten runt Mount Stanley Baldwin är permanent täckt av is och snö.